# Анархізм
Анархіз́м (від дав.-гр. αναρχω — від ἀν, ан, «без» + ἄρχή, архе, «влада» + -ізм) — суспільно-політична течія, що прагне до максимально можливого визволення особистості, виступає за негайне знищення будь-якої державної влади стихійним бунтом мас і створення федерації дрібних автономних асоціацій виробників і споживачів (союзи громад). Мета анархізму — створення вільної організації суспільства з інститутами громадського самоуправління, яке обходиться без влади людини над людиною. Анархізм пропагує бездержавність. Він є системою етичних та філософських поглядів, ідей, переконань, цінностей та установок, що виражають інтереси різних соціальних груп, класів, товариств, в яких усвідомлюються і оцінюються відносини людей до дійсності і один до одного, соціальні проблеми і конфлікти, а також містяться цілі (програми) соціальної діяльності, спрямованої на закріплення або зміну існуючих суспільних відносин.
Ідеї анархізму остаточно сформувалися в XIX столітті. Анархізм не треба плутати з нігілізмом (він заперечує суспільство і спрямований на його руйнування). Хронологічно анархізм поділяють на індивідуалістичний анархізм — представники: П. Прудон, М. Штірнер; колективістський — М. О. Бакунін; комуністичний — П. О. Кропоткін. В сучасному світі поняття «анархізм» втратило свій первісний зміст і часто вживається як синонім хаосу, безвладдя, дезорганізації. Самі ж сучасні представники та представниці спрямовують дії не на руйнування і хаос, а на збудування безвладного суспільства на ідеях солідарності, свободи та рівності.
Анархізм — ідея про те, що суспільство може і має бути організоване без державницького примусу. Крім того окремі анархісти можуть мати додаткові критерії того, що стоїть за словом анархізм, і вони часто не згодні один з одним відносно цих критеріїв.

## Напрями анархізму

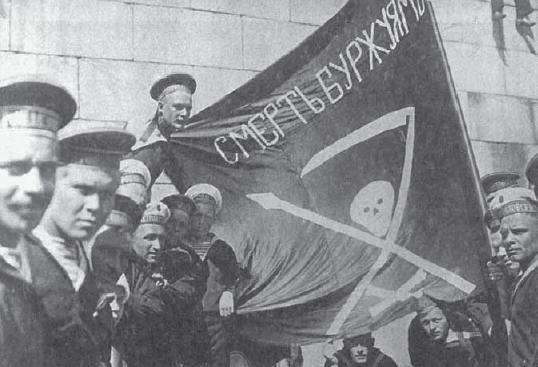
Російські анархісти в Гельсінкі в 1917 році.

Анархізм зазвичай вважають ліворадикальною ідеологією, бо його погляд на політику і економіку є анти-авторитарною інтерпретацією комунізму, колективізму, синдикалізму і суспільної економіки (наприклад, анархо-комуністи, анархо-синдикалісти та ін.). Найвідомішими теоретиками анархо-комунізму були російські революціонери Бакунін Михайло Олександрович і Кропоткін Петро Олексійович.
Анархізм завжди включав в себе індивідуалістичну рису. Деякі анархісти виступають на підтримку капіталізму (наприклад, ринкові анархісти, агористи та ін.) та інших орієнтованих на ринок економічних структур (наприклад, мутуалісти). Хоча представники «правого» анархізму і становлять меншість, водночас більшість анархістів у світі дотримуються ідей лівого напряму. При цьому анархо-індивідуалізм не завжди означає прихильність його прибічників до певної форми капіталізму (індивідуаліст може і відкидати взагалі ринкові відносини, головне для нього — свобода особистості). За словами анархіста XXI століття Сінді Мілштейна, анархізм — «політична традиція, яка постійно перебуває на стику індивідуального і суспільного».
Нещодавно[коли?] з'явилося таке відгалуження, як націонал-анархізм, котре поєднує анархізм (найчастіше — анархо-синдикалізм) з націоналізмом. Найвизначнішим ідеологом є Трой Саутґейт, на погляди якого вплинули ідеї Консервативної революції, традиціоналізму, Третього шляху, нових правих і різноманітних анархістських шкіл. Сучасний український націонал-анархізм є різко антикапіталістичною та пролетарською ідеологією на засадах етнічного націоналізму, анархо-синдикалізму й анархо-комунізму з акцентами на революції, класовій боротьбі, самоорганізації української нації, захисті рідної природи, здоровому способі життя.
Напрями анархістської філософської думки складаються з широкого спектра ідей від крайнього індивідуалізму до повного колективізму. Частина анархістів відкидає будь-які види примусу і насильства. Інші анархісти в деяких випадках підтримують його, виступаючи поміж іншим за насильну революцію на шляху до анархії.

### Соціальний анархізм
Соціальний анархізм — один з двох основних напрямів анархізму, нарівні з індивідуалістичним анархізмом. Поняття соціального анархізму зазвичай використовують для розпізнання комунітаристських форм анархізму, які підкреслюють співпрацю, кооперацію і взаємодопомогу, при запереченні приватної власності на засоби виробництва і капіталістичних відносин. Соціальний анархізм об'єднує анархо-колективізм, анархо-комунізм, лібератарний соціалізм, анархо-синдикалізм, соціальну екологію і, почасти, мутуалізм.

#### Колективістський анархізм

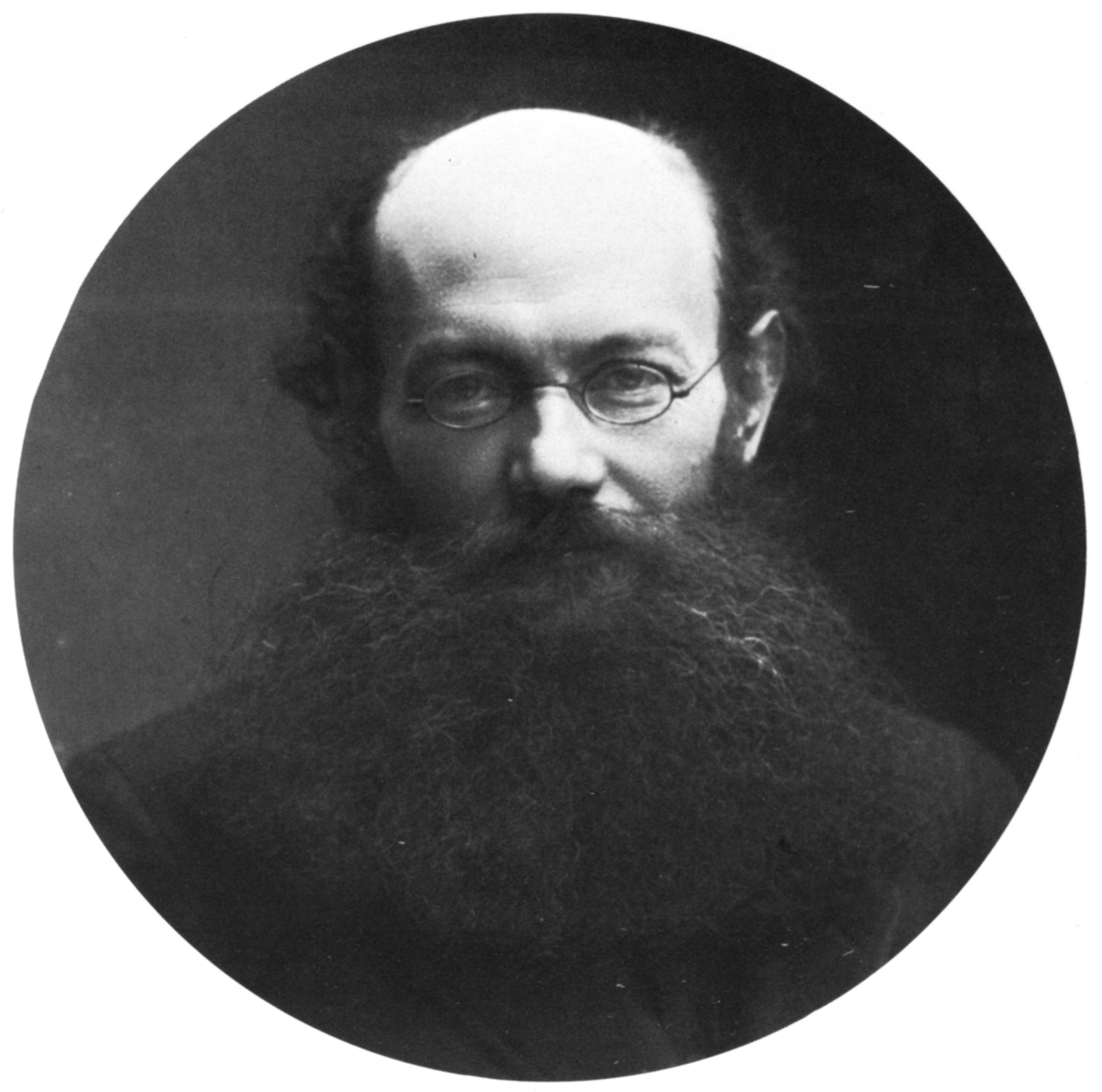
Анархо-комуніст Петро Кропоткін (1842—1921), найзнаменитіший теоретик комуністичного анархізму.

Колективістський анархізм, який також називають революційним соціалізмом, є революційною формою анархізму, що зазвичай пов'язують з іменами Михайла Бакуніна та Йоганна Моста. На відміну від мутуалістів, колективістські анархісти виступають проти всіх форм приватної власності на засоби виробництва, вважаючи, що така власність повинна бути колективізована. Згідно з концепцією анархо-колективістів, цього можна досягти тільки шляхом революції, яка розпочнеться актами насильства з боку невеликих груп революціонерів («пропаганда дією»), що повинно революціонізувати робочі маси, які колективізують засоби виробництва. Однак, при цьому, колективізація не повинна поширюватися на розподіл доходів, оскільки робочим повинна буде виплачуватися заробітна плата відповідно до витраченого на роботу часу. Це положення було пізніше розкритиковане анархо-комуністами, оскільки така система «підтримує систему найманої праці». При цьому анархо-комуністичні і колективістські ідеї не були взаємовиключними. Хоча колективісти захищали систему заробітної плати за працю, частина з них вважала цілком можливим допустити, що після революції поступово відбудеться перехід до комуністичних взаємин, а товариш Михайла Бакуніна по Першому Інтернаціоналу Джеймс Гильом, наприклад, стверджував, що вони були саме комуністичними анархістами, але обрали самоназву колективістів, щоб відрізнятися від комуністів-державників. Колективістський анархізм виник тоді ж, коли і марксизм, але виступив проти марксистської ідеї про диктатуру пролетаріату, незважаючи на декларовану марксистами мету створення колективістського бездержавного суспільства.

#### Анархо-комунізм
Анархо-комуністи стверджують, що дійсно вільна форма соціальної організації можлива тільки в такому суспільстві, яке складається з самоврядних комун та громад, в яких організовано колективне використання засобів виробництва, усередині яких діє принцип прямої демократії, тобто колективного, спільного ухвалення рішень, а між собою ці комуни пов'язані через об'єднання у федерації та / або конфедерації, за допомогою горизонтальних, і вертикальних (побудованих знизу вгору) зв'язків Пуенте І.

#### Анархо-синдикалізм

Традиційний анархо-синдикаліський прапор.

На початку 20-го століття виник анархо-синдикалізм, посівши особливе місце в рамках анархістської думки Дам'є В. В. Зосередивши набагато більше уваги на робітничому русі, ніж всі інші форми анархізму, синдикалісти висувають ідею про те, що профспілка є тією силою, за допомогою якої можливо здійснити радикальні соціальні зміни в суспільному житті, зробити революцію, замінивши капіталізм і державу новим суспільством, заснованим на суспільному самоврядуванню трудящих. Як і анархо-комуністи, переважна більшість анархо-синдикалістів прагнуть скасувати систему найманої праці і приватну власність на засоби виробництва, в яких бачать одні з найважливіших причин поділу суспільства на клас імущих (власників) і незаможних (найманих працівників, трудящих).
Найважливішими принципами, на яких ґрунтується анархо-синдикалізм, є робоча солідарність, пряма дія (загальний страйк і повсякденна боротьба на робочому місці, саботаж), самоврядування робітників. Все це цілком сумісне з іншими напрямками анархізму, тому анархо-синдикалісти часто є так само анархо-комуністами або анархо-колективістами. Прихильники анархо-синдикалізму виступають за розвиток профспілкових організацій трудящих, оскільки це концентрує трудящих в рамках наявної системи, і сприяє тим самим соціальній революції.
Провідним анархо-синдикалістським теоретиком першої половини двадцятого століття був Рудольф Рокер, його брошура 1938 року «Anarchosyndicalism» вимальовує в загальних рисах виникнення руху, його основні цілі і значимість робітничого руху в майбутньому.
Хоча анархо-синдикалізм часом асоціюється з робочим рухом початку двадцятого століття (особливо у Франції та Іспанії), багато синдикалістських організацій активно діють і сьогодні, частина з яких, як і раніше, входить до Анархо-синдикалістського Інтернаціоналу (МАТ — Міжнародна асоціація трудящих, створена взимку 1922–1923) і профспілкову організацію Індустріальні робітники світу (ІРС). Частина синдикалістських профоб'єднань діють, не будучи колективними членами міжнародних синдикалістських об'єднань, зокрема РКАС та Центральна організація робочих Швеції.

## Сучасний анархістський рух
Сучасний анархістський рух дуже різноманітний, і включає безліч течій. Поряд зі «старими» анархістами, тобто представниками класичних напрямів в анархізмі, переважно анархо-синдикалістами і анархо-комуністами, існує, наприклад, такий рух як Анархо-примітивізм.
Існують також проанархіські рухи «автономістів», ред-скіни(червоні і анархо скінхеди), ліберальних анархістів, екологічних рухів, різних культурних ініціатив, поселень, які налічують десятки тисяч активістів. Вони борються за так звану «деколонізацію повсякденного життя» в нинішньому суспільстві.
Дотримуючись традиції ситуаціоністів і нових лівих багато сучасних анархістів намагаються створити альтернативу відчуженому і репресивному соціуму, вирішуючи всі питання колективно, на основі консенсусу, поважаючи особистість і уникаючи авторитаризму та ієрархії. Патріархату протиставляється статева рівність, традиційним родинним стосункам — комуни, ієрархії — самоорганізація. Пропагуються і активно практикуються екологізм, антиімперіалізм і антифашизм. Анархісти активно виступають проти дискримінації за статевою, національною, гендерною ознаками, проти міждержавних воєн і політики неоколоніалізму.
Анархісти вельми активні в антифашистському русі, постійно беруть участь у вуличному протистоянні з неофашистами і неонацистами, а так само поліцією. У сімдесятих величезний розмах і популярність набув антиядерний рух, в якому активно брали участь анархісти і автономи. Це був дуже масовий рух, в якому активно брала участь західна молодь. Автономи-сквотери часто захоплюють порожні будівлі, які вони перетворюють на центри лібертарної культури і політики. Існують різні анархістські комуни, одною з найзнаменитіших є комуна Християнія в Копенгагені.

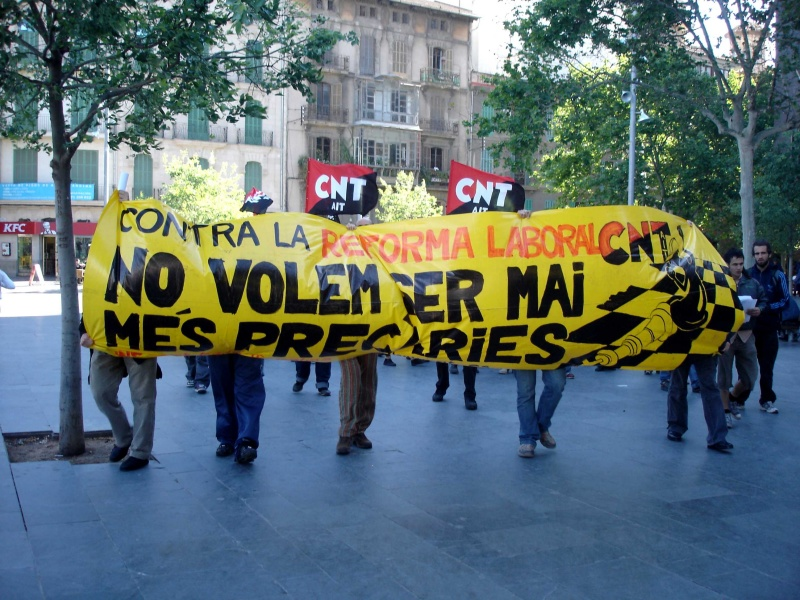
Члени профспілки CNT-AIT на демонстрації, несуть банер

У низці країн продовжують діяти традиційні анархо-синдикалістські профспілки, і пропагандистські організації, серед яких найбільшими є САК в Швеції, НКТ і ВКТ в Іспанії, УСІ в Італії, НКТ-МАТ і НКТ-Ф у Франції, ФАУ в Німеччині (вони налічують десятки тисяч членів).

### Іспанія
Іспанський анархо-синдикалістський рух традиційно найсильніше розвинений в Іспанії. Після смерті диктатора Франко 1976 почалося масове відродження анархізму. На перші постфранкістські збори НКТ прийшло близько 500 тис. осіб. Згодом в НКТ сталося кілька розколів, найперше щодо питання про вибори в комітети підприємств. Нині в Іспанії діє два основні анархо-синдикалістські об'єднання: НКТ-МАТ, в якому приблизно 10-15 тисяч осіб, і ВКТ, в якому — близько 60 тисяч осіб. Відповідно НКТ-МАТ виступають проти участі в цих виборах, а ВКТ в них активно беруть участь.

### Греція
Помітний анархістський рух у Греції з'явився приблизно в 60-70-і роки XX століття. Пов'язано це було спочатку з молодіжною боротьбою проти диктатури чорних полковників. У першій чверті XXI століття анархісти Греції — це в основному молодіжний рух. Найсильнішою організацією є «Антиавторитарний рух», що об'єднує анархістські групи різного толку, в основному ліві. Цей рух спирається на мережу сквотів, соціальних центрів, де, зокрема здійснюється і така, вельми корисна для суспільства функція, як навчання грецькій мові емігрантів, безкоштовне навчання. Анархісти Греції відмітились у низці акцій проти проведення курсу жорсткої економії. Зокрема, помітну роль вони відіграли в масових заворушеннях 2008 року.

### Латинська Америка
Певна лібералізація внутрішнього життя у деяких латиноамериканських країнах в кінці 70-х і 80-х рр. сприяла початку відродження анархізму у цих країнах. У СРСР анархістський рух став відроджуватися в кінці 1980-х, а найбільшим об'єднанням рубежу 1980—1990-х років стала Конфедерація анархо-синдикалістів (КАС), яка об'єднувала під час свого найбільшого підйому до двох тисяч осіб.

### Інтернаціонал Федерацій Анархістів
У 1968 на міжнародній конференції анархістів в Каррарі було засновано Інтернаціонал Федерацій Анархістів (IAF-IFA). Принципи роботи в межах ІФА — принцип федералізму, вільного договору і взаємодопомоги. Для покращення координації і зв'язку в межах ІФА, а також для відкритого контакту з громадськістю та іншими групами анархістів і організаціями, був заснований Міжнародний секретаріат, повноваження якого нерегулярно переходять від однієї федерації IFA до іншої. Для налагодження інформаційного обміну і міжорганізаційної співпраці IFA також близько контактує з іншими організаціям анархістів, наприклад з Міжнародною асоціацією трудящих (МАТ) — анархо-синдикалістським інтернаціоналом.
У багатьох країнах світу налічуються десятки, якщо не сотні тисяч прибічників анархістських ідей. З'явилися групи анархістів і в тих країнах, в яких їх ніколи не було, наприклад, в Нігерії, Туреччині, Лівані, Бангладеш. Грецький анархістський рух є нині одним з найсильніших в лібертарному таборі.

## Анархізм в Україні
В Україні анархізм почав поширюватися в кінці 19 століття. Український вчений Михайло Драгоманов був анархістом прудонівського типу, але на практиці він завжди зоставався державником, та разом і протестантом проти сучасних форм централізованої держави. В 1917–1921 анархізм був ідейною основою багатьох селянських рухів, особливо махновщини. Для більшості простих селян того часу анархізм означав звільнення від недосконалої системи влади, «влади міста», яка збирала податки, примусово забирала людей в армію.
На світогляд українських анархістів того часу справили великий вплив праці Кропоткіна.
Лідерами українських анархістів були Нестор Махно, Всеволод Волін (Ейхенбаум), Петро Аршинов (Марін), Арон Барон (Канторович), Йосип Гутман.
Найбільш значущими виявилися дії анархістів, організованих анархо-комуністом Нестором Махно (коли у нього запитували про його ідеологію, відповідав: «анархіст-комуніст»). Революційна повстанська армія України (махновці) діяла проти УНР, білих, червоних та інтервентів. У ході бойових дій махновці двічі укладали союз з більшовиками, проте обидва рази більшовики порушували союз, врешті-решт РПАУ була розгромлена більшими у кілька разів силами Червоної армії, а Махно з кількома товаришами зник за кордоном.
У сучасній Україні діють різні анархічні організації. Найвідоміші це Пряма дія, Революційна Конфедерація Анархістів-Синдикалістів імені Нестора Махна (РКАС), Асоціація рухів анархістів (рос. Ассоциация движений анархистов — АДА) та Союз анархістів України (САУ). САУ має офіційний статус політичної партії і підримує ідеї лівої анархії: анархо-комунізм й анархо-синдикалізм. Однак більшість анархістів в Україні не належить до організацій, об'єднані в спільноти-афініті групи. Вони складають «Чорний блок» на демонстраціях, надають перевагу прямим діям перед теоретизуванням, активно здійснюють вуличний антифашизм. Значна кількість гуртується довкола вболівальників футбольного клубу «Арсенал-Київ», «Антифашистської дії», феміністичних, екологічних та антизабудовницьких кампаній. Серед людей мистецтва також є анархісти як, скажімо, композитор Сергій Ярунський — представник «інструменталізму», анархізму, що базується на принципах теорії хаосу та синергетики; актор, телеведучий, співак Антін Мухарський — націонал-анархіст.

## Найвідоміші організації та колективи анархістів в минулому і сьогоденні
- CNT (Confederación Nacional del Trabajo) — Національна конфедерація праці. Конфедерація анархо-синдикалістських профспілок. Іспанія. Існує з 1910.
- Class War Federation — Федерація класової війни. Велика Британія. Існує з 1983.
- CrimethInc Назва є грою слів. Його звучання можна перевести як «Злочинне мислення», а написання як «корпорація „Злочин“». США та інші країни. Існує з 1996.
- FAI (Federación Anarquista Ibérica) — Федерація Анархістів Іберії. Іспанія. Існує з 1927
- FAUD (Freie Arbeiter Union Deutschlands) — Спілка вільних робочих Німеччина (1919—1933)
- FORA (Federación Obrera Regional Argentina) — Регіональна аргентинська федерація робочих. Існує з 1901.
- IWW (Industrial Workers of the World) — Індустріальні робочі світу. США та інші країни. Існує з 1905
- SAC (Sveriges Arbetares Centralorganisation) — Центральна організація робочих Швеції. Є федерацією анархо-синдикалістських профспілок. Існує з 1910. Друга за розміром профспілка у Швеції.
- Анархіський чорний хрест
- Революційна повстанська армія України (1918—1921)
- Юрська федерація — Створена 1870. Швейцарія та інші країни.
- Конфедерація Революційних Анархо-Синдикалістів (КРАС) (Секція Міжнародної Асоціації Трудящих (МАТ) — Анархо-Синдикаліського Інтернаціоналу на території колишнього СССР)
- РКАС (Революційна конфедерація анархо-синдикалістів ім. Махна) — Існує з 1994. Найбільша анархо-синдикалістська конфедерація України.
- Пряма дія — мережа незалежних студентських анархо-синдикалістських профспілок в Україні.

## Відомі сучасні анархісти
- Девід Гребер
- Мішель Онфре
- Джефф Монсон
- Сергій Ярунський